# Club sportif de Hammam Sousse
Le Club sportif de Hammam Sousse de basket-ball tunisien fondé en 1989 et basé à Hammam Sousse.